# 露西震旦光介
露西震旦光介（学名：Sinoradimella virgata）为半花介科震旦光介屬下的一个种。